# Paolo Barbo (teologo)

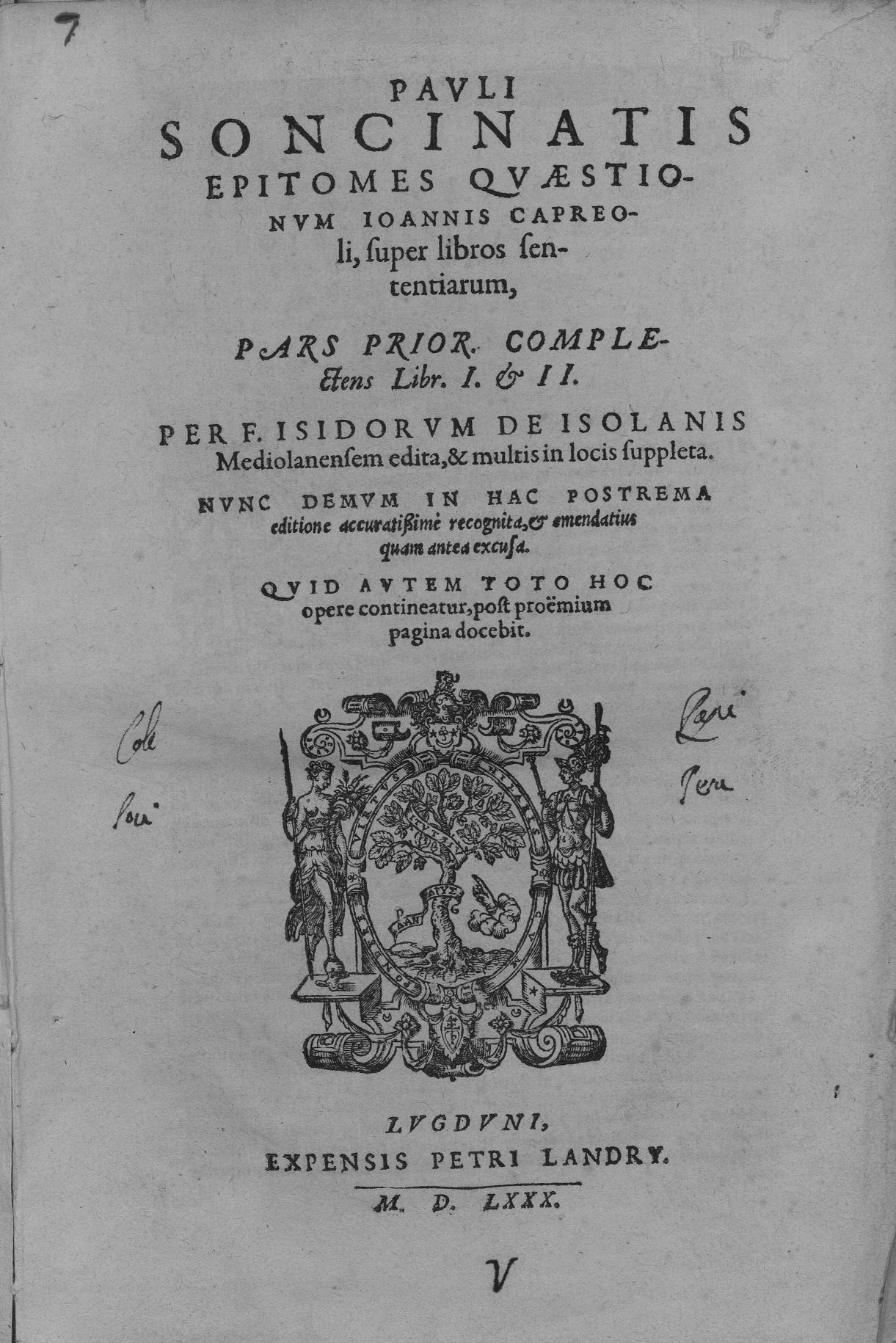
Divinum Epitoma quaestionum in 4. libros Sententiarum, 1580

Paolo Barbo (Soncino, XV secolo – Cremona, 5 agosto 1495) è stato un teologo domenicano italiano. Discepolo di Pietro di Bergamo e commentatore di Giovanni Caprèolo, insegnò metafisica e teologia a Milano, Ferrara, Siena e Bologna.

## Opere
- (LA) Acutissime questiones methaphisicales, Simone Bevilacqua, 1498.
- (LA) Divinum Epitoma quaestionum in 4. libros Sententiarum, Lugduni, Pedro Landri, 1580.